# Daniel Bernoulli
Daniel Bernoulli sinh ngày 8 tháng 2 năm 1700, mất ngày 8 tháng 3 năm 1782. Ông là một nhà toán học Thụy Sĩ- Hà Lan và là một trong số nhiều nhà toán học nổi tiếng trong gia đình Bernoulli. Ông được nhớ đến nhờ những ứng dụng của ông ấy về toán học đối với cơ học, đặc biệt là cơ học chất lỏng, cũng như việc đi tiên phong trong xác suất và thống kê. Công trình khoa học của Bernoulli còn được học tại nhiều trường học khắp nơi trên thế giới.

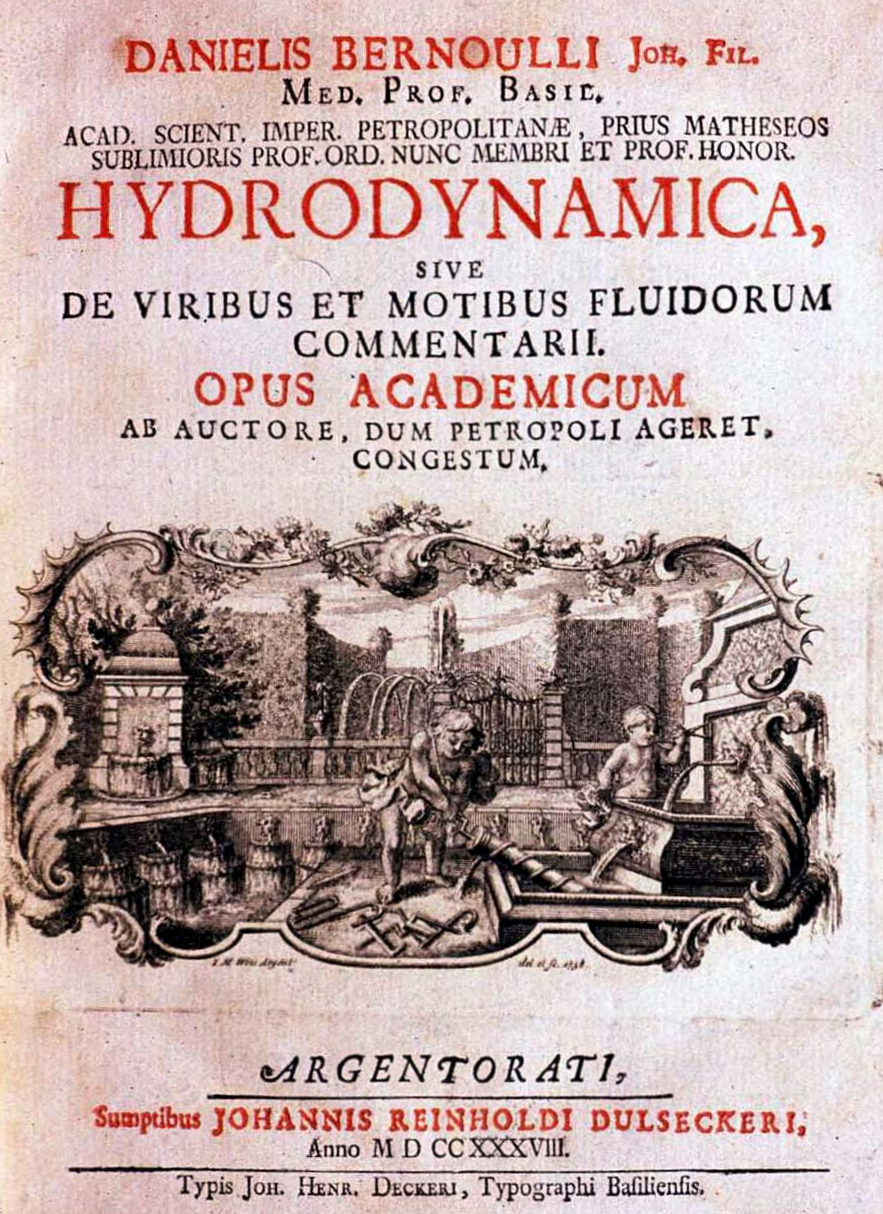
Bìa trước cuốn Hydrodynamica (1738)

.

## Tiểu sử
Daniel Bernoulli sinh ra ở Groningen, Hà Lan, con trai của Johann Bernoulli, cháu của Jakob Bernoulli, và là anh trai của Johann II. Ông được cho là đã có mối quan hệ xấu với cha mình. Khi cả hai tham gia và buộc phải đối đầu trong một cuộc thi khoa học tại Đại học Paris, Johann, không thể chịu sự xấu hổ vì phải thi với con của mình, Daniel bị cấm cửa. Johann Bernoulli cũng đã ăn cắp một số ý tưởng chính từ cuốn sách của Daniel là Hydrodynamica để viết cuốn sách riêng của mình là Hydraulica trước khi cuốn Hydrodynamica được xuất bản. Mặc dù những nỗ lực hòa giải của Daniel, cha ông mang sự thù oán cho đến khi qua đời.
Khi Daniel lên bảy, em trai của ông là Johann Bernoulli II được sinh ra. Lúc còn đi học, cha ông, Johann Bernoulli, khuyến khích ông học kinh doanh. Tuy nhiên, Daniel từ chối, bởi vì ông muốn nghiên cứu toán học. Sau đó ông đã làm theo ý của cha mình và nghiên cứu kinh doanh. Cha của ông sau đó yêu cầu ông nghiên cứu y học, và Daniel đã đồng ý với điều kiện rằng cha của ông sẽ dạy ông toán học tư nhân.
Ông có một tình bạn thân thiết với Leonhard Euler. Ông đến St Petersburg vào năm 1724 là giáo sư toán học, nhưng không hạnh phúc ở đó, và Bernoulli bị bệnh trong năm 1733, cho ông ta cái cớ để rời khỏi. Ông trở lại đại học Basel, nơi ông đã giữ thành công các ghế về y học, siêu hình học và triết học tự nhiên, cho đến khi qua đời.

### Nghiên cứu toán học
Công trình toán học đầu tiên của ông là Exercitationes, xuất bản năm 1724 với sự giúp đỡ của Goldbach. Hai năm sau đó, lần đầu tiên ông chỉ ra việc phân tích chuyển động của một vật thành chuyển động tịnh tiến và chuyển động quay. Tác phẩm chính của Daniel Bernoulli là Hydrodynamique (Hydrodynamica), xuất bản năm 1738, nó tương tự như Mécanique Analytique của Joseph Louis Lagrange, nó xếp các kết quả vào một nguyên tắc duy nhất, đó là bảo toàn năng lượng. Bernoulli cũng đã viết một số lượng lớn các câu hỏi khác nhau trong lĩnh vực cơ khí, đặc biệt là các vấn đề kết nối với dây đàn rung, và các giải pháp được đưa ra bởi Brook Taylor và Jean le Rond d'Alembert.

### Vật lý
Daniel Bernoulli là người đầu tiên xây dựng lý thuyết khí động học, và ông đã áp dụng các ý tưởng để giải thích các định luật của Robert Boyle.
Ông làm việc với Euler về tính đàn hồi vật lý, phát triển phương trình Bernoulli, nguyên lý Bernoulli và khí động học.